# درونترمير
درونترمير هي بحيرة هولندية وتشغل شرق البحيرات الحدودية فليفوا الوطنية من بحيرة آيسل. مساحتها 476 هكتار وممرها الملاحي ضحل جداً.
تقع درونترمير بين مقاطعات فليفولاند (بلدية درونتن) وخيلدرلند (بلدية إلبورخ وأولدابروك) وأوفرايسل (كامبن).